# Gasthaus Adler (Häusern)

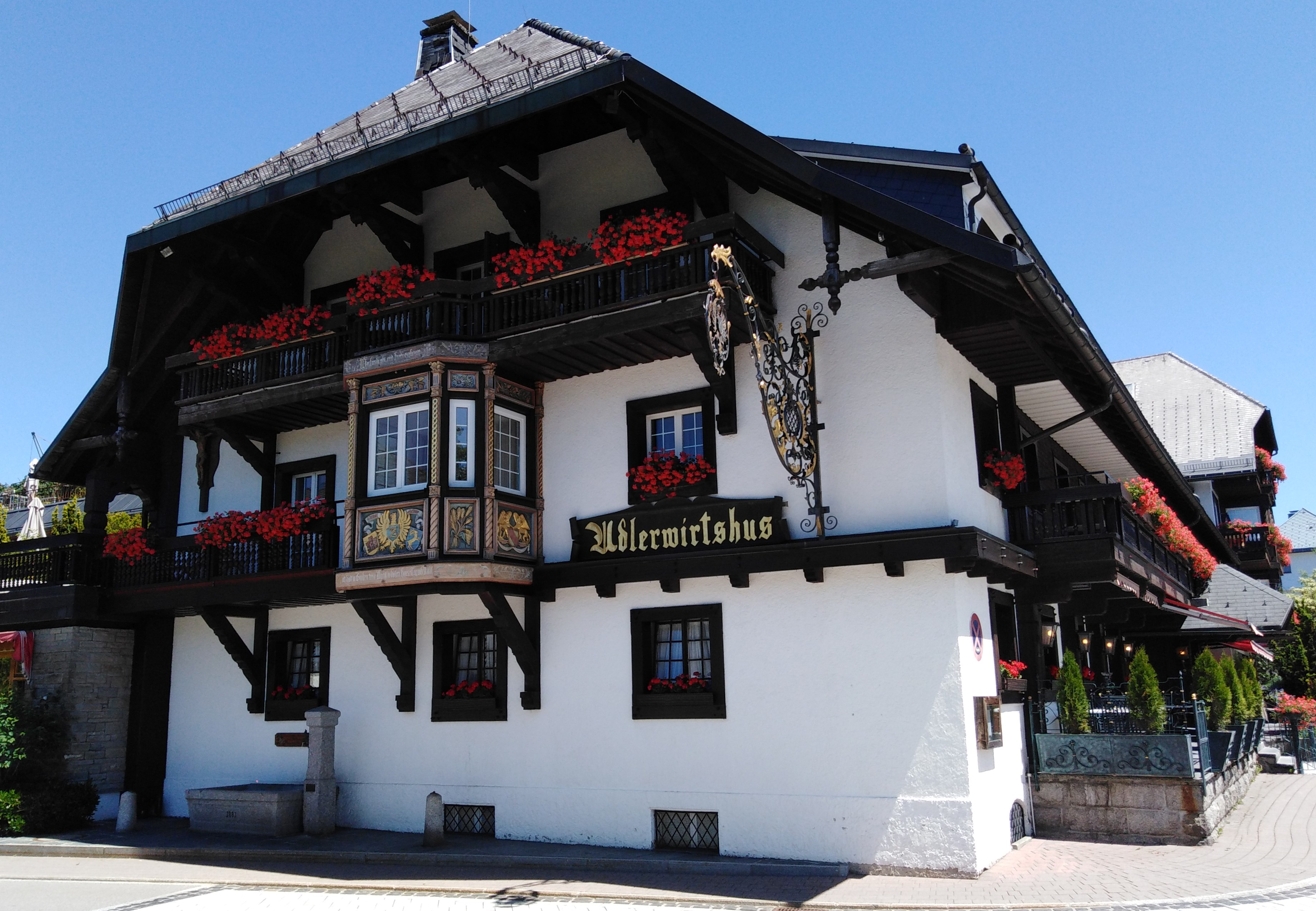
Ältester Gebäudeteil, Straßenseite

Das Gasthaus Adler in Häusern im Landkreis Waldshut in Baden-Württemberg ist ein Traditionsgasthaus, das schon in den 1970er Jahren als „‚Adlerwirtshus‘ und mit ihm das Dorf Häusern weit über die Grenzen hinaus bekannt“ war. Heute ist der Adler „Hotel mit internationalem Flair […] und der größte Arbeitgeber der Gemeinde.“
2011 übernahm das Ehepaar Florian und Angela Zumkeller das seit 1858 in Familienbesitz befindliche Haus.
In der Nachkriegszeit zur Hotellerie ausgebaut, erhielt das Restaurant 1966 einen Michelin-Stern, den es als einzige Gaststätte in Deutschland bis 2020 halten konnte: „Mit der im März erschienenen Ausgabe des Guide Michelin 2021 war der Stern verloren. […] Ein Restaurant, das geschlossen ist – sei es auch nur auf Zeit – kann keinen Stern bekommen.“ Die Leitung des Hauses hatte entschieden, auf Dauer der Pandemie das Restaurant zu schließen.

## Name und Überlieferungen
- Nach Angabe der Eigentümer sei der heutige Adler mit der Vergabe des Tafernrechts[Anm 1] 1596 erstmals genannt. Dafür findet sich jedoch kein Beleg. Ausgeschlossen ist es nicht, denn im Vorfeld des Herrschaftswechsels von Häusern 1597 unter die Hoheit (Hohe Gerichtsbarkeit) des Klosters St. Blasien könnte eine damals noch einfache Schenke diese Aufwertung erhalten haben.

- Die sicher überlieferte Nennung des Gasthofes durch Heimathistoriker K. F. Wernet: „Im Jahre 1784 war Johann Kech Wirt des Gasthauses [… und] hatte im April 1787 die Wirtschaft an seinen Sohn Blasi abgegeben.“ Er wurde auch in dem Amt des Zollers der Nebenzollstelle Häusern bestätigt. Und: „1810 beauftragte das Direktorium des Wiesenkreises die Vogtei Häusern, die Hauptstraße […] bis zum Weg, der vom Wittlisberger Hof zur ‚Alten Post‘ und weiter bis zur Grenze des ‚Unterbezirks‘ (heute ‚Streit‘) führt, zu unterhalten.“[3] Es ist der Hinweis, dass der Adler zu diesem Zeitpunkt noch Alte Post hieß.

- Bei Birgit Arzet, 2010, S. 170, findet sich zum Wirtshaus die Angabe „1825 wurde es dann in ‚Adler‘ umgetauft und erhielt die ‚Schilderwirtschaftsgerechtigkeit‘.“

- Bestätigt ist nur die Namensänderung: „Am 14. März (1827) wurde im Gasthaus Adler, der zu dieser Zeit dem Fidel Kech gehörte, die Zimmererarbeit zur Wiederherstellung der Schwarzabrücke öffentlich versteigert.“ (Wernet, 163).

- „1838 kaufte Altvogt Rudigier das Gasthaus, das dann 1858 an die Familie Zumkeller kam.“ (Wernet, 127).

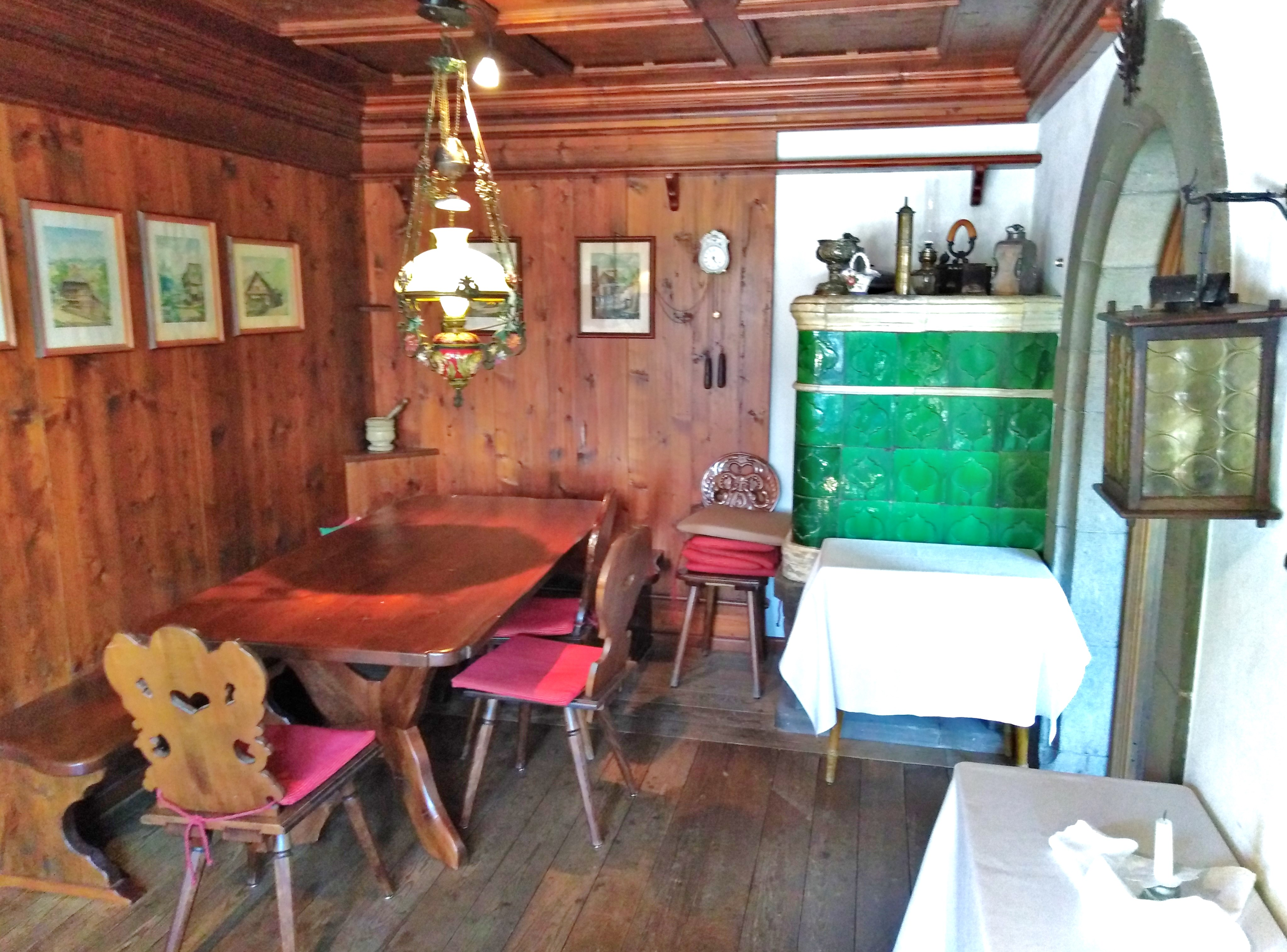
Die älteste Stube mit Kachelofen

## Lage und Umfeld
Der Adler Häusern liegt im Südschwarzwald, im Dreieck Freiburg – Basel – Bodensee.
Kurort Häusern

Nachdem die Inbetriebnahme des Kraftwerks Häusern (1931) eine starke finanzielle Grundlage schuf, konnte sich die Gemeinde um den Ausbau als Kurort mit zahlreichen entsprechenden Infrastrukturmaßnahmen bemühen. Anfang der 1980er Jahre standen in der Ortschaft mit 1200 Einwohnern „über 900 Gästebetten zur Verfügung“ und wurden „nahezu 200.000 Übernachtungen“ gezählt. Im Jahr 2017 standen noch 320 Betten zur Verfügung und die Zahl der Übernachtungen belief sich auf 52.409.

## Frühe Bedeutung als Poststation?

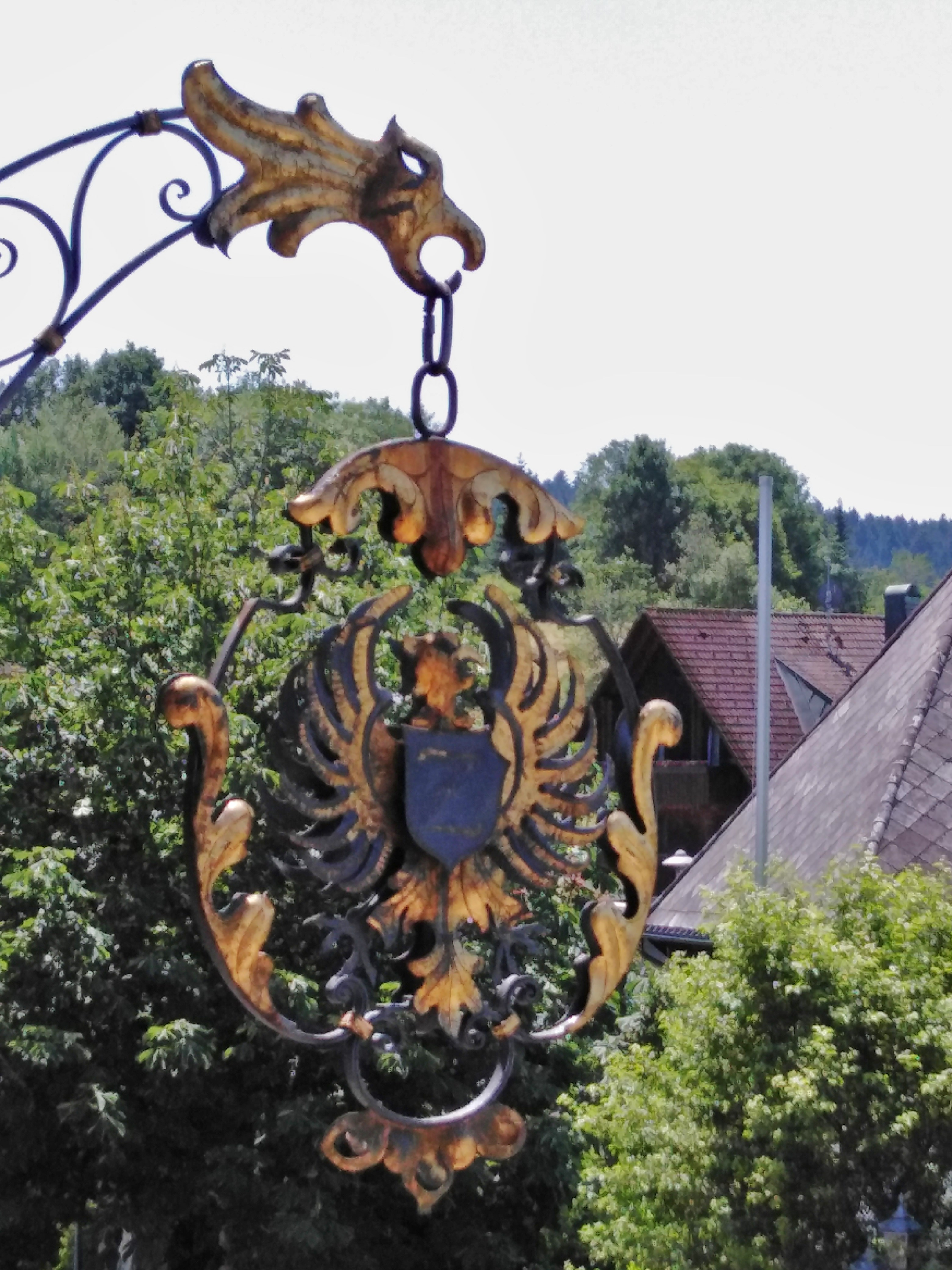
Wappenschild des Adlers

Die Gastwirtschaft führt heute einen Adler im Wappenschild, das von einem Greifen gehalten wird. Die Herkunft des Schildes ist jedoch nicht zu ermitteln. Nach Auskunft der Eigentümer wurde das Schild unbekannt anderenorts erworben. Der Greif als Schildhalter war Symbol des Landes Baden und geht auf das Wappen der Zähringer zurück.
Die Bedeutung des Weges von Waldshut aus nach Höchenschwand über Häusern zum Schluchsee ist nicht in seiner Frühphase beschreibbar, doch nach Wernet „(wuchs) die Bedeutung der Straße über den Höchenschwander Berg von Jahrhundert zu Jahrhundert.“ (Wernet, S. 13). Da Häusern zwischen dem Hochrhein und der danach schwierigen Passage zum Schluchsee hin auch als Straßenkreuzung lag, könnte eines der großen Gebäude auch schon sehr früh als Straßenstation und Gaststätte für Fernreisende – darunter auch Händler und Meldereiter oder Boten (Pferdewechsel) – bestanden haben. Sie machten Station, waren jedoch noch keine Dauergäste.
Eine Vorgeschichte des Adlers als Poststation im Rahmen der ab 1818 begründeten Postkurse des Großherzogtums Baden hätte bereits die Einrichtung von Übernachtungsmöglichkeiten und vor allem der Unterbringung von Pferden und Wagen, später auch Kutschen bedeutet.

## Von der Dorfwirtschaft zum Hotel

### Früher Fremdenverkehr
Die wirtschaftliche Entwicklung im 19. Jahrhundert hatte in Mitteleuropa einen Reise und Urlaubsverkehr („Sommerfrische“) durch die sich entwickelnde Mittelschicht aufkommen lassen, doch waren in Deutschland Reisen ins Ausland durch den verlorenen Ersten Weltkrieg wieder erheblich eingeschränkt. Dadurch gerieten einheimische Regionen stärker ins Blickfeld: „Das einzige Gasthaus, das über den Rang einer Dorfwirtschaft hinauswuchs, war der Adler. Nach dem Ersten Weltkrieg, in den zwanziger Jahren, waren dort immer schon erholungsuchende Gäste in bescheidener Zahl untergebracht.“ (Wernet, 156). Im Dritten Reich spielte das „Kraft durch Freude“-Ferienprogramm eine Rolle bei der Zuweisung von Ferienplätzen.

### Moderner Tourismus

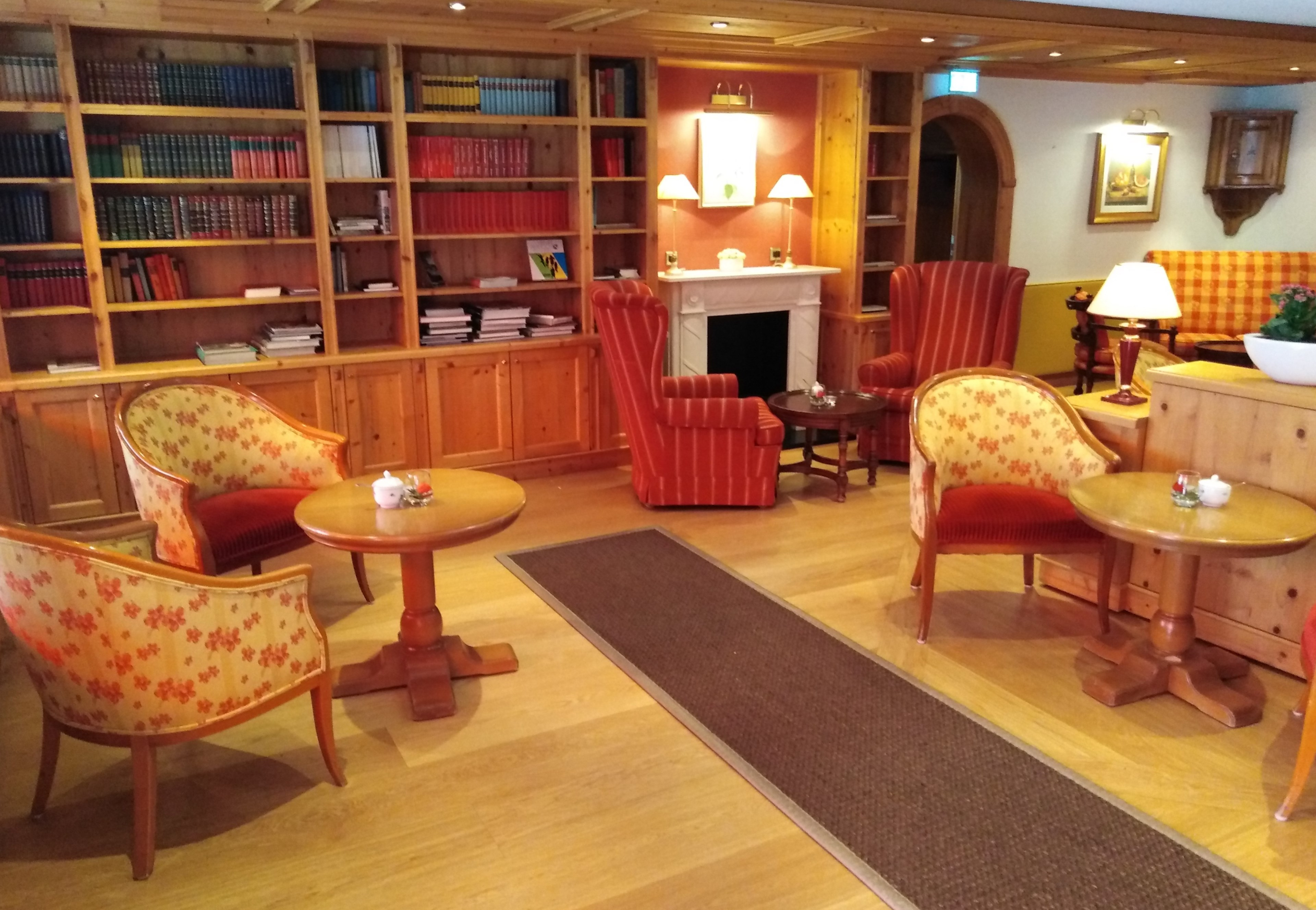
Bibliothek und Konferenzraum

Der eigentliche Schwarzwaldtourismus begann in der Nachkriegszeit und 1956 übernahm von seinen Eltern Erich Zumkeller „zusammen mit seiner Frau Lisa das Haus mit sechs Fremdenzimmern, eigener Metzgerei und Landwirtschaft.“ Bald danach wurde modernisiert und erweitert, 1960 die Landwirtschaft aufgegeben und „der Abriss des alten Ökonomieteils ermöglichte 1967 einen Hotelanbau mit 21 Zimmern, neuer Rezeption, Speisesaal, Bar und Hallenschwimmbad. Das Bad stand auch der Öffentlichkeit zur Verfügung.“
Bereits ein Jahr zuvor „bekam Erich Zumkeller für sein Restaurant einen Stern im ersten Michelinreiseführer“. Die nächste Generation der Zumkellers baute ab 1976 konsequent weiter um und aus – neben den Einrichtungen im Gebäude die Gartenanlage und einen großen Wellnessbereich. Zahlreiche Prominente logierten im Adler oder mussten gar abgewiesen werden. Die nächste Generation stieg zu verschiedenen Zeitpunkten in den Betrieb ein, 2011 wurde das 185-jährige Jubiläum gefeiert und zum 1. Dezember 2011 übernahmen Florian Zumkeller und Angela Haslbeck-Zumkeller das Haus.

### Zweite Gaststätte
In Häusern „auf dem historischen Dorfplatz (stand) Jahrhunderte lang“ der zwischen 1600 und 1650 (in der Zeit des Dreißigjährigen Krieges) gebaute „Deutsche Hof“. Er galt als Buschwirtschaft, hatte verschiedene Namen, „aber bei den Hüsemern war und blieb es immer das ‚Bierhus‘.“ 1968 verkaufte die letzte Wirtin „Strumpfmarie“ die Wirtschaft mit Kegelbahn an die Zumkellers. Bis 1973 „lebte der Deutsche Hof noch“ weiter, dann wurde er von der Feuerwehr Häusern „warm“ abgebrochen. 1983 „entstand auf dem Grundstück das Chämi-Hüsli.“ Erich Zumkeller zur Eröffnung: „Wir wollen keinen Luxusschuppen bauen, sondern ein Wirtshaus für jedermann.“ Nach einer Umgestaltung übernahm am 15. Dezember 2006 der damalige Juniorchef Florian Zumkeller das Chämi-Hüsli.

## Geschichte
Der auf einer Anhöhe 1050 in einer „schriftlichen Mitteilung“ erwähnte Wittlisberger Hof gilt als Ursprung der Gemeinde Häusern. Urkundlich gilt „die Gründung des Wittlisberger Hofs“ als „Schenkung eines Ritters an das Kloster [Rheinau …] in den Jahren 1077 bis 1122“. Heute steht dort noch die St. Anna-Kapelle.

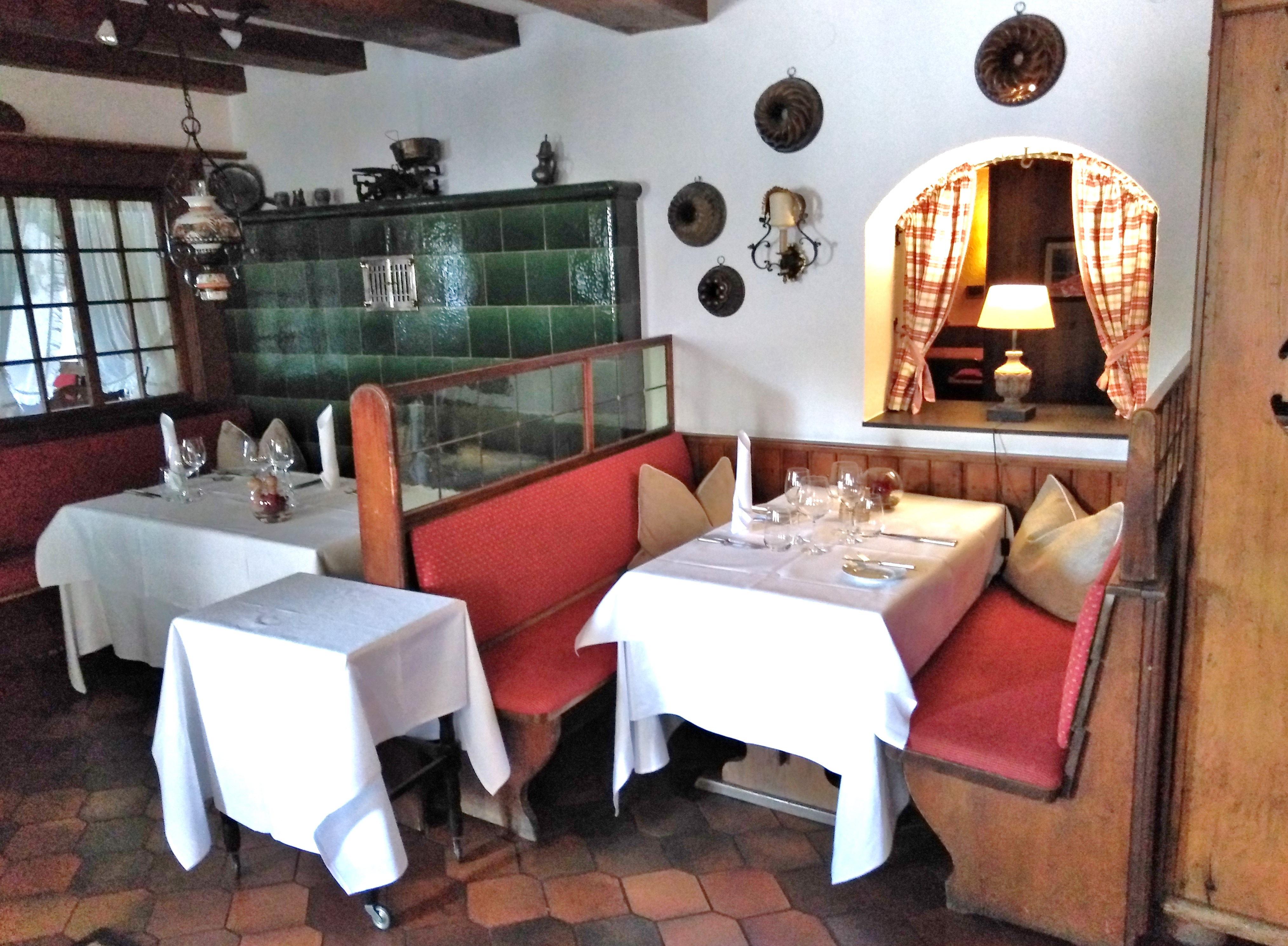
Bereich „Wirtshus“ – Anklang an die traditionelle Wirtschaft

### Vorgeschichte des späteren Gasthofes
Aus dem 14. Jahrhundert gibt es einen Hinweis, auf vier weitere Höfe, die an einem Weg, der „durch das Tal der Schwarza vom moorigen Ende des Schluchsees und weither von Grafenhausen aus über die Schwarzabruck nach Häusern“ führte (K. F. Wernet, Häusern, 1971, S. 13).
In einer klösterlichen Bestandsaufnahme 1328 und aus einer Liste „heuzehntpflichtiger Höfe“ 1375 lässt sich ebenfalls noch kein direkter Hinweis auf einen Wirtsbetrieb ablesen, doch wird Häusern Gerichtsort: „daß Häusern des öfteren Sitz des st. blasischen Waldpropsts war und zunehmend an Gewichtigkeit gewann.“ (Wernet, 119–122). Der erforderliche Saal und die Verpflegungsnotwendigkeiten der Zusammenkommenden begründete oft ein Wirtshaus.

„Bis Ende des 16. Jahrhunderts war die Zahl der Wirtschaften im Hauensteinischen eng begrenzt. Dann bewilligte man schließlich jeder Vogtei eine Taverne. Der Inhaber mußte der Obrigkeit den Tavernenzins (Täfferzins) bezahlen und das Umgeld (die Steuer auf das Maß Wein) entrichten. […] Die erste Umgeldordnung stammt aus dem Jahr 1681.“

### Erste Beurkundung zum Gasthaus

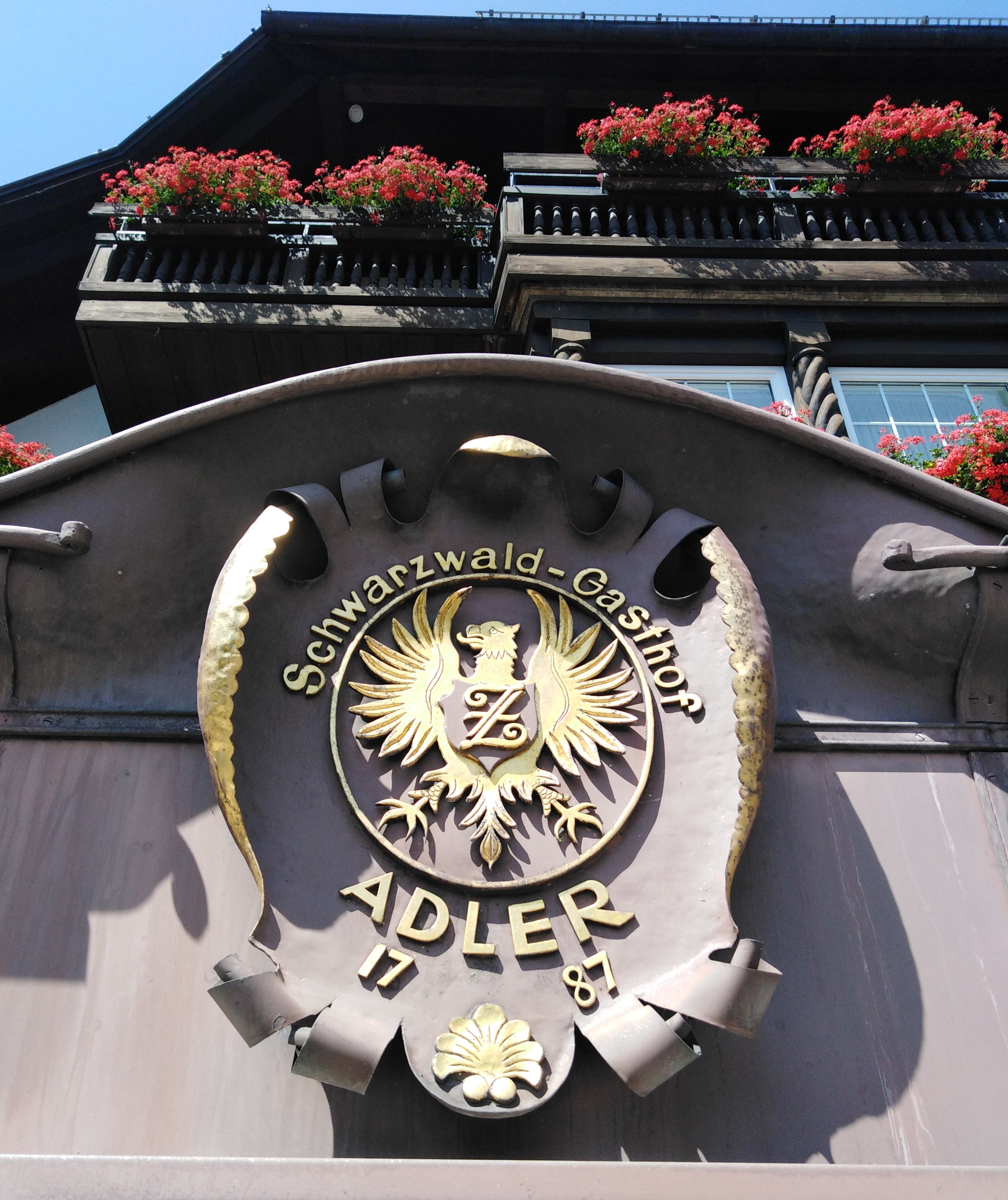
Wappenartige Darstellung der Familie Zumkeller mit Datum 1787

### 18. Jahrhundert
In einer Auflistung des Klosters von 1780 „konnte das Gotteshaus folgende Abgaben aus Häusern beziehen: 1. Vom Wirt Grund- und Gewerbesteuer von der Taverne und Entgeld für das Zapfrecht.“ Die Liste umfasst noch 20 weitere Abgabepflichtige. (Wernet, 54). Hier der Hinweis auf ein bereits bestehendes Tafernrecht.

„Im Jahre 1784 war Johann Kech Wirt des Gasthauses [‚Alte Post‘, in „Adler“ umbenannt 1825], das seinem Namen nach vermutlich Posthaltestelle war. […] Das Geschlecht der Kech besaß den ‚Adler‘ bis 1838. 1808 war das Haus abgebrannt, aber sofort wieder aufgebaut worden. Darauf ruhte das Back- und Metzigrecht. 1838 kaufte Altvogt Rudigier das Gasthaus, das dann 1858 an die Familie Zumkeller kam.“

### Poststation im 19. Jahrhundert
Nach der Säkularisation, der napoleonischen Neuordnung – der Aufhebung der Klöster, Entmachtung der kleineren Adelshäuser und der Abschaffung noch mittelalterlicher Rechtsverhältnisse – ab dem Jahre 1806 ging die Macht im Lande an das Großherzogtum Baden über.

„Die badische Regierung in Karlsruhe widmete dem Postwesen schon deshalb größere Aufmerksamkeit, als die vorderösterreichische Regierung in Freiburg, weil der neue Staat aus vielen Territorien zusammengesetzt war, die zusammenwachsen sollten. Das Großherzogtum zählte 1818 insgesamt 80 Poststationen, 1845 aber schon über 145. […] So verkehrte 1857 eine regelmäßige Personenpost zwischen St. Blasien und Waldshut.“

- In den 1840er Jahren wird beim Straßenbau nach Schwarzabruck das „Adlerwirtshaus“ erwähnt. (Wernet, 164)

- Bericht einer „Ortsbereisung“ von 1850: „An Gaststätten existieren: eine Realgastwirtschaft (‚Zum Adler‘) und eine ‚persönliche‘ Bierwirtschaft, d. h., eine Bierwirtschaft, deren Konzession an die Person des Inhabers gebunden ist.“

- 1858 geht der Adler an die Familie Zumkeller, die 1860 das Bürgerrecht in Häusern erhält (Wernet, 88).

- 1871, nach dem gewonnenen Krieg gegen Frankreich, wurde im Adler ein Friedensfest gefeiert, für das von der Gemeinde dem Adlerwirt für Speis und Trank 20 fl zukam. Ab diesem Jahr bis 1880 „wurden neue Landstraßen von Seebrugg über Häusern nach St. Blasien und Waldshut gebaut.“ (Wernet, 89 und 164).

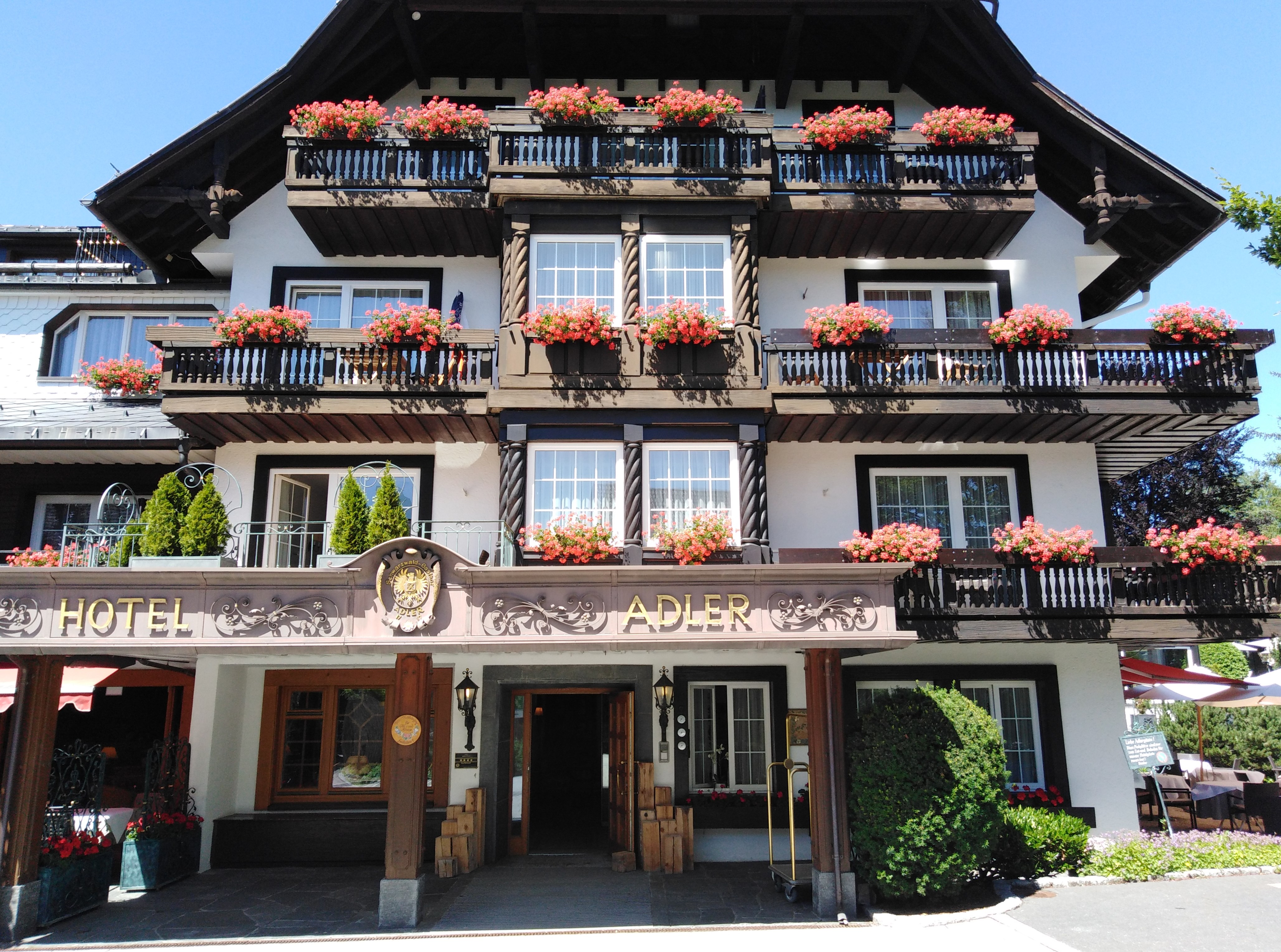
Eingangsbereich des Adler Häusern

### Auszeichnungen
- Restaurant mit einem Michelin-Stern von 1966 bis 2020.
- Unter Gastronom Winfried Zumkeller wurde der Adler 1998 „Mitglied in der Internationalen Hotelvereinigung ‚Relais & Chateau‘ mit Hauptsitz in Paris.“[9]
- Der Reiseführer „1000 Places to See Before You Die“ beschreibt im Kapitel Westeuropa, Abschnitt Baden-Baden und der Schwarzwald den Adler in Häusern.[Anm 3]

## Anmerkung
1. ↑  Taferne (Taverne) = Weinschenke, Wirtshaus mit dem Recht, warme Speisen zu verabreichen und Gäste zu beherbergen (Realrecht, oft mit Back- und Metzgereirecht); im Gegensatz dazu Busch-, Kranz-, Straußwirtschaft [auch Zapfenwirtschaft] mit dem Recht zum Weinausschank und Verabreichung von Brot und Käse als Vesper (B. Matt-Willmatt/K. F. Hoggenmüller: Lauchringen, 1986, S. 725.).
2. ↑   Während der Corona-Pandemie ging der Stern 2021 durch die Schließung des Restaurants verloren.
3. ↑  Text im Reiseführer: „Südlich von Titisee, in Häusern, offeriert der liebenswerte Adler Schwarzwald – seit 6 Generationen in der gleichen Familie – helle, geschmackvolle Zimmer und ein exzellentes Restaurant mit köstlichen regionalen Spezialitäten wie gegrilltem Schwarzwaldhecht und hausgemachten Spätzle. Wenn es warm ist, sollten Sie im charmanten Garten speisen.“ (Patricia Schultz: 1000 Places to See Before You Die. Deutsche Ausgabe: writehouse Köln, h.f. ullmann Verlag, Potsdam 2014, ISBN 978-3-8480-1000-4, S. 12).